# Ruud Lubbers
Rudolphus Franciscus Marie Lubbers i daglig tale Ruud Lubbers (født 7. maj 1939, død 14. februar 2018) var en hollandsk politiker. Han var premierminister i Holland fra 1982 indtil 1994. Fra 2001 til 2005 var han FN's flygtningehøjkommissær.
Lubbers læste økonomi ved Erasmus Universitetet i Rotterdam, hvor han var studerende under Jan Tinbergen, den første modtager af Nobelprisen i økonomi.